# الحزب الوطني (الأوروغواي)
الحزب الوطني هو حزب سياسي رئيسي في الأوروغواي تأسس في عام 1836 من قبل مانويل سيفيرينو أوريبي وهو أقد حزب سياسي مستمر في البلاد.